# Cofradía del Cristo Yacente del Santo Sepulcro (Guadalajara)

En 1948, se fundó la Cofradía con el nombre de “Hermandad de Caballeros Cruzados ExCombatientes del Santo Sepulcro”, saliendo ese mismo año por primera vez en procesión, la imagen del Cristo Yacente.
Lo que en un principio era el acto multitudinario de la Semana Santa, el Santo Entierro, fue decayendo poco a poco  participando un reducido número de hermanos, sin llegar a dejar de salir ningún año.
En 1990, un grupo de jóvenes vinculados a la Parroquia decidió con el beneplácito de los Fundadores y ante la disminución de hermanos del Sepulcro, crear la “Cofradía del Cristo Yacente del Santo Sepulcro” para acompañar al paso más significativo de la Semana Santa de Guadalajara.

## Historia
La Hermandad de Caballeros Cruzados Excombatientes del Santo Sepulcro fue fundada oficialmente en 1948, con sede en la concatedral de Santa María de la Fuente la Mayor. No obstante, su germen se remonta a 1943, cuando el semanario Nueva Alcarria hizo un llamamiento público a la Hermandad de Familiares de Caídos para impulsar la creación de una cofradía que enriqueciera las celebraciones de Semana Santa en la ciudad.
En aquel año ya participaron voluntarios de la División Azul en la procesión del Viernes Santo, escoltando el crucifijo de la recién creada Cofradía de Jesús Nazareno, junto a jóvenes de Acción Católica y la imagen de la Virgen de la Soledad.
En 1944, la Hermandad de Familiares de Caídos organizó un Vía Crucis conmemorativo, y un año más tarde, se proyectó la creación de la Hermandad de la Buena Muerte, compuesta por excombatientes. Aunque dicha iniciativa no se consolidó con ese nombre, en 1946 surgió el título provisional de "Hermandad de Excombatientes Caballeros de la Cruz", el cual tampoco se mantuvo.
Finalmente, en 1948, la hermandad adquirió una talla de Cristo Yacente y participó oficialmente en la Magna Procesión del Silencio. Esta procesión, que partió de la parroquia de Santa María a las 22:15 horas, incluyó por primera vez a esta hermandad en su desfile, con un paso muy aclamado por el público. Los excombatientes escoltaban al Cristo Yacente, flanqueado por miembros de la Guardia Civil en uniforme de gala, y seguido de la Santa Cruz con los atributos de la Pasión.
Desde entonces, la Hermandad ha participado de forma ininterrumpida en la Semana Santa de Guadalajara, consolidándose como una de las más emblemáticas de la ciudad.

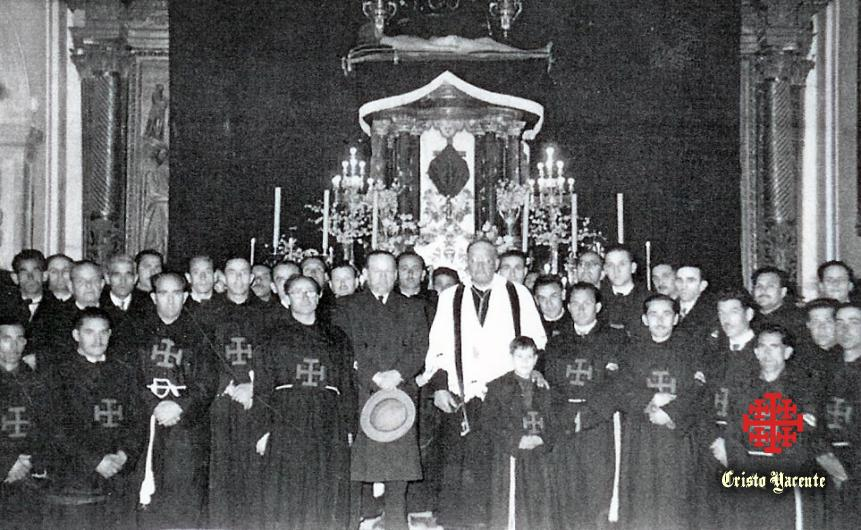

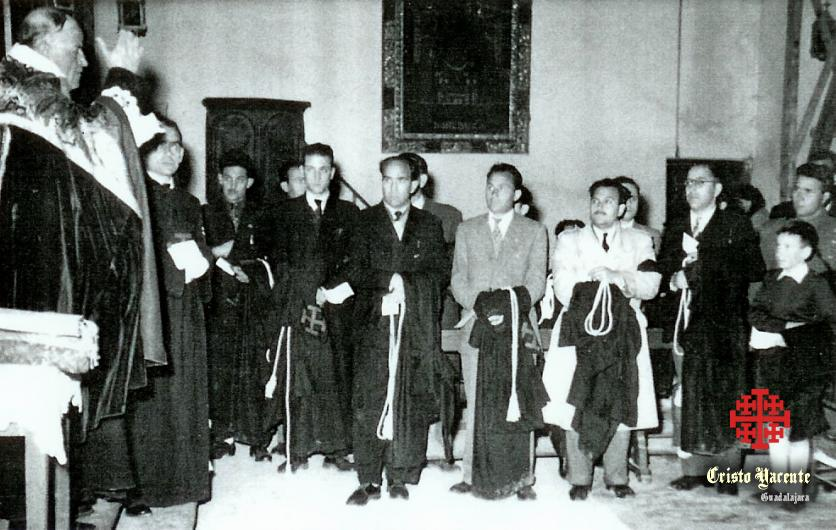

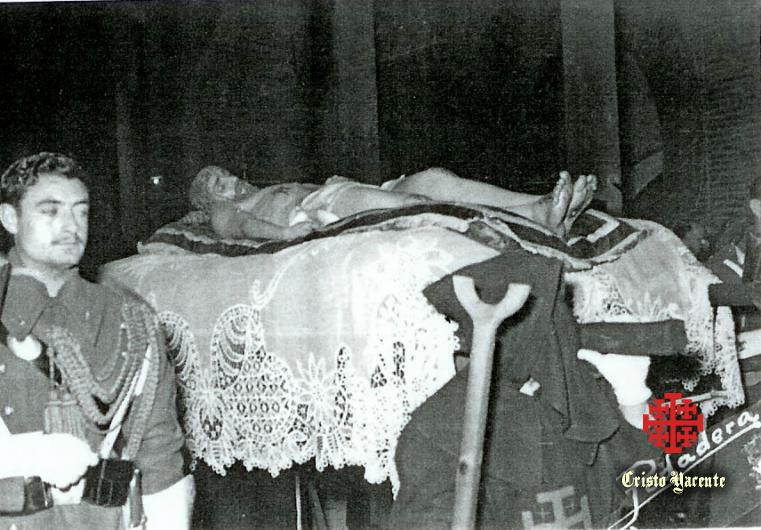

## Fernando Cruz Solís y la talla del Cristo Yacente de Guadalajara: arte, devoción y legado familiar
La imagen del Cristo Yacente, venerada en la Concatedral de Santa María de Guadalajara, constituye una de las obras más destacadas del escultor Fernando Cruz Solís. Realizada en 1944, cuando apenas contaba con veinte años, esta talla de madera policromada y tamaño natural fue concebida durante su juventud, en un momento crucial tanto para su carrera como para la historia de la imaginería religiosa española del siglo XX. La pieza es hoy considerada una obra maestra dentro del catálogo artístico del escultor sevillano.
La figura de Cristo, representada tras la crucifixión y en su tránsito al sepulcro, evita intencionadamente los signos del rigor mortis. En su lugar, el artista elige enfatizar las llagas y heridas del vía crucis, siguiendo las pautas del barroco español, pero dotando a la obra de una serenidad conmovedora. Esta expresión contenida invita a la contemplación y destaca por su armonía compositiva, visible en la disposición lateral del cuerpo, la leve inclinación de la cabeza y la cuidadosa simetría de los elementos. Aún hoy, la familia del escultor conserva los bocetos en barro y un busto en escayola que sirvieron como estudios previos para esta imagen.
Fernando Cruz Solís (Sevilla, 1923 – Manzanares el Real, 2003) fue heredero del oficio y la vocación de su padre, el escultor-retablista Fernando Cruz Muñoz. Durante su infancia y juventud, la familia residió en Guadalajara, donde ambos artistas dejaron una profunda huella en el patrimonio artístico local. Fernando Cruz Muñoz fue autor de numerosos retablos en iglesias como San Ginés, San Nicolás, Santiago Apóstol y la propia Santa María, así como en localidades cercanas como Cabanillas del Campo o Alcalá de Henares. Trabajó con materiales modestos debido a la escasez de la posguerra, utilizando en ocasiones oro falso o purpurina, pero su maestría permitió crear auténticas obras de arte.
Tras la Guerra Civil, Fernando Cruz Solís se trasladó a Madrid, donde se formó junto a grandes escultores como José Capuz, Mariano Benlliure y Luis Marco Pérez. Su talento lo llevó a ser pensionado en Roma en 1948, y más tarde a ocupar cátedras en prestigiosas escuelas de Bellas Artes de Madrid y Barcelona. Su estilo, siempre figurativo, evolucionó bajo influencias contemporáneas, especialmente de la escultura religiosa italiana de Marino Marini y Giacomo Manzù.
Su obra abarca tanto imaginería religiosa como escultura monumental. Entre sus trabajos más relevantes se encuentran las puertas de bronce de la basílica del Valle de los Caídos, el conjunto escultórico del Monumento al Sagrado Corazón en el Cerro de los Ángeles, la estatua de Santa Teresa en Ávila y varias esculturas públicas en Manzanares el Real, donde vivió desde 1968 hasta su fallecimiento. En 2023, con motivo del centenario de su nacimiento, este municipio madrileño organizó una exposición homenaje con parte de su obra, cedida por sus hijos.
La talla del Cristo Yacente, anterior a la fundación de la Cofradía del Santo Sepulcro (1948), fue promovida por el entonces párroco de Santa María, don Agustín Fernández de la Guerra. Este fue el punto de partida para la creación de la hermandad, a la que pronto se sumaron antiguos excombatientes de la Guerra Civil, configurando una de las corporaciones penitenciales más representativas de Guadalajara.
En 1997, la imagen fue sometida a un proceso de restauración llevado a cabo por la familia Cruz Solís, bajo la atenta supervisión del propio autor, ya en sus últimos años de vida. Hoy, la escultura permanece como símbolo de fe y legado artístico, testimonio de una saga familiar que supo conjugar devoción y excelencia creativa.

## Cruz Desnuda de Jerusalén
Su creación fue una de las principales novedades de la Semana Santa de 1998, cuando se incorporó por primera vez a las procesiones de la ciudad. Este Paso tiene un profundo significado simbólico, ligado a los momentos previos a la crucifixión y el descenso de Cristo.

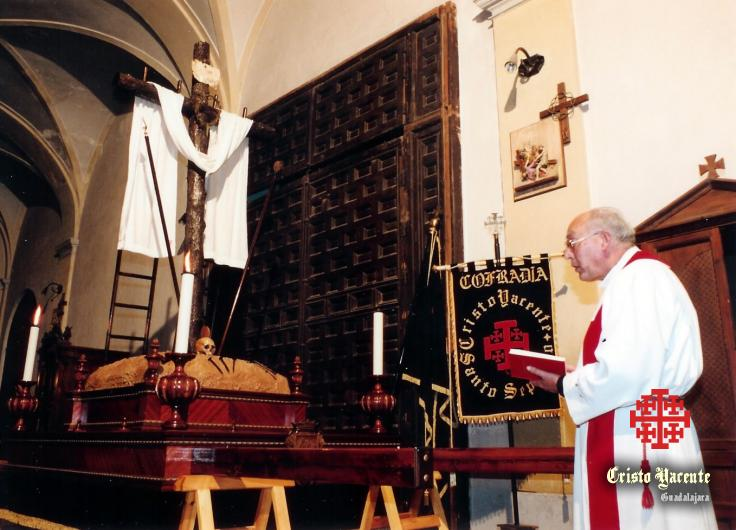

### Origen y Creación
La idea de construir el Paso de la Cruz Desnuda nació en los primeros años de la hermandad, cuando ya se portaba una cruz sencilla con los atributos de la Pasión. No obstante, la necesidad de crear una representación más profunda y alegórica llevó a los miembros de la cofradía a trabajar en la realización de un nuevo Paso. La construcción del mismo fue dirigida por Demetrio Rojo Vázquez, cofrade y carpintero con gran experiencia en trabajos de madera, quien impulsó la obra contando con la colaboración de otros cofrades.
El proceso de construcción se extendió por dos años, realizando el trabajo de manera artesanal en unas instalaciones que se encontraban en malas condiciones. A pesar de los obstáculos, el proyecto culminó en 1998 con la creación de una cruz de madera de ciprés, acompañada de un sudario de más de cien años, una calavera real y diversos atributos utilizados en la Pasión de Cristo, como martillo, tenazas y clavos. El Paso es rematado por el escudo de la ciudad de Guadalajara en la parte delantera y una placa en la parte trasera que agradece a Demetrio Rojo su trabajo.

### La Bendición y Primera Procesión
El Paso de la Cruz Desnuda fue bendecido el 7 de abril de 1998, tras la misa de los hermanos difuntos, por el abad de la cofradía, Don Luis Mayor Mayor. Su primera participación en la procesión fue el 10 de abril de 1998, Viernes Santo, marcando su debut oficial en la Semana Santa guadalajareña. El Paso fue inicialmente pensado para ser portado por mujeres, pero debido al peso considerable de la estructura, se realizaron ajustes en los días previos. Finalmente, el Paso fue llevado por banceros, y desde entonces ha procesionado de esta forma.

### Características y Diseño
El Paso de la Cruz Desnuda es una obra rica en simbolismo. La cruz, realizada en ciprés, es el eje central de la composición, sobre la cual descansa un sudario que simboliza el lamento por la muerte de Cristo. La calavera real al pie de la cruz representa el monte Gólgota, lugar de la crucifixión. Además, los atributos de la Pasión (martillo, tenazas y clavos) acompañan a la cruz, haciendo referencia a los momentos de la crucifixión. El sudario con el que procesiona el Paso tiene más de cien años de antigüedad, lo que le otorga un valor histórico adicional. 

### Participación en la Procesión
A partir de su incorporación en 1998, el Paso de la Cruz Desnuda ha formado parte integral de la procesión del Silencio y Santo Entierro. Fue portado a hombros en el año 1998 y a ruedas desde el 1999 hasta el año 2014.
Gracias al impulso de los más jóvenes de la Cofradía y en especial de las mujeres, desde el año 2015 hasta la actualidad el paso es portado a hombros por unos 14 hermanos.

## 2023: 75 años de Hermandad. Una conmemoración histórica para la Cofradía del Cristo Yacente del Santo Sepulcro
El año 2023 quedará grabado con letras de oro en la historia de la Cofradía del Cristo Yacente del Santo Sepulcro. Celebrar setenta y cinco años de vida como hermandad no es sólo una efeméride: es el reconocimiento a décadas de devoción, compromiso y presencia en la vida religiosa y cultural de Guadalajara. La conmemoración de este aniversario se convirtió en un verdadero homenaje al pasado, al presente y al futuro de la cofradía.
Los actos comenzaron temprano, ya en febrero. El día 18, varios hermanos participaron en un viaje a Salamanca organizado por la parroquia de Santa María. Allí visitaron la exposición The Mystery Man, que dejó una profunda huella emocional en quienes la contemplaron. Apenas unos días después, el 22 de febrero, Miércoles de Ceniza, la cofradía participó en el traslado del Cristo del Calvario junto con la cofradía de la Virgen de los Dolores, en una muestra de unidad entre las hermandades radicadas en Santa María.
El 25 de febrero tuvo lugar uno de los momentos más esperados: la presentación del cartel oficial de la Semana Santa. La imagen, obra del cofrade Javier García Viana, mostraba el traslado del Cristo Yacente con la presencia majestuosa de la Cruz Desnuda de Jerusalén al fondo. Fue una composición visual cargada de simbolismo que recibió una calurosa acogida.
Ya en marzo, el día 4, el Teatro Auditorio Buero Vallejo acogió el estreno de la marcha procesional Guadalajara Cofrade, compuesta por el reconocido Abel Moreno. Esta obra incorporaba un elemento innovador: la dulzaina castellana, instrumento que se ha convertido en seña de identidad de la Semana Santa local. El lleno absoluto del teatro y la ovación al finalizar la pieza dejaron constancia del orgullo y la emoción compartida por todos los asistentes.
Del 23 al 25 de marzo se celebró un solemne triduo en la concatedral de Santa María, con la participación de los sacerdotes Jesús Montejano Moranchel, Enrique López Ruiz —hermano de la cofradía— y Carmelo de la Fuente. Como culmen, el domingo 26 de marzo se celebró una Eucaristía solemne presidida por el obispo D. Atilano Rodríguez, seguida de una procesión extraordinaria. La imagen del Cristo fue portada en unas andas sencillas, evocando aquellas primeras salidas de 1948. Como gesto de gratitud, la Guardia Civil fue invitada a trasladar la imagen desde su hornacina a las andas, en reconocimiento por su acompañamiento histórico. La participación fue notable, con 111 cofrades acompañando el cortejo por las calles de Guadalajara.
El 1 de abril, la cofradía presentó un nuevo disco de marchas procesionales para dulzaina, con composiciones del músico alcarreño Antonio Trijueque. La presentación tuvo lugar en la concatedral y contó con la interpretación del grupo Mahurotos, fieles acompañantes musicales de la cofradía en la noche del Viernes Santo. Este proyecto dio continuidad a una tradición iniciada en 1995 por los Gaiteros de Villaflores, a quienes se rindió homenaje, especialmente al recordado Juan José Martínez Mejía.
El 31 de marzo, D. Raúl Pérez Sanz ofreció el pregón de Semana Santa, que intercaló momentos de música sacra a cargo de la Agrupación Sinfónica de Guadalajara. Fue un pregón original y emocionante, que recibió el reconocimiento unánime del público.
Durante los días santos, la cofradía fue objeto de múltiples gestos fraternales por parte de otras hermandades. Desde la llegada de la Virgen de la Misericordia a las puertas de Santa María el Lunes Santo, hasta la visita con faroles de la Hermandad de la Salud y la Esperanza Macarena el Miércoles Santo, o el emotivo intercambio de flores con la Cofradía de la Pasión el Jueves Santo. La procesión del Silencio y Santo Entierro del Viernes Santo transcurrió con serenidad y buen tiempo, sumándose representaciones del resto de cofradías de la ciudad.
Tras la Semana Santa, la vida de hermandad continuó con su intensidad habitual: la comida de hermandad, la elaboración de la alfombra del Corpus y la participación en la peregrinación a Barbatona. En septiembre, la cofradía tomó parte activa en los actos de las fiestas patronales y colaboró en la elaboración de una alfombra de serrín en la Plaza Mayor para la procesión de la Virgen de la Antigua, reflejo del compromiso activo de la hermandad con la vida cultural y religiosa de Guadalajara.
El colofón al 75 aniversario llegó en noviembre con la inauguración de una exposición conmemorativa en el Fuerte de San Francisco. Durante nueve días, se expusieron documentos, fotografías y objetos que narraban la evolución de la cofradía desde sus inicios hasta el presente. Lamentablemente, el día posterior a la inauguración, la cofradía recibió la triste noticia del fallecimiento de Juan Antonio Sanz “Nino”, mayordomo y capataz de la Cruz Desnuda, figura muy querida y respetada por todos.
El 75 aniversario no fue solo un año de celebraciones, sino un hito que reafirmó el espíritu de hermandad, identidad y fe que han guiado a la Cofradía del Cristo Yacente desde 1948. Con la vista puesta en el futuro, el recuerdo de este año servirá de inspiración para las generaciones venideras.